# Offerton (Derbyshire)
Offerton est une paroisse civile et un village du Derbyshire, en Angleterre.